# Estola hispida
Estola hispida là một loài bọ cánh cứng trong họ Cerambycidae.